# Zwitserland op de Europese kampioenschappen atletiek 2010
Zwitserland werd vertegenwoordigd door 22 atleten op de Europese kampioenschappen atletiek 2010.

## Deelnemers
| Onderdeel            | Mannen                                                                                           | Vrouwen                              |
| -------------------- | ------------------------------------------------------------------------------------------------ | ------------------------------------ |
| 200m                 | Marc Schneeberger Alex Wilson                                                                    |                                      |
| 5000m                | Philipp Bandi                                                                                    | Sabine Fischer                       |
| 10000m               | Christian Belz                                                                                   | Martina Strähl                       |
| 100m horden          |                                                                                                  | Lisa Urech Clélia Reuse              |
| 400m horden          | Fausto Santini                                                                                   |                                      |
| Marathon             | Viktor Röthlin                                                                                   | Patricia Morceli Maja Neuenschwander |
| Hoogspringen         |                                                                                                  | Beatrice Lundmark                    |
| Polsstokhoogspringen |                                                                                                  | Anna Katharina Schmid                |
| Verspringen          |                                                                                                  | Irene Pusterla                       |
| Hink-stap-springen   | Alexander Martínez                                                                               |                                      |
| Tienkamp             | Simon Walter                                                                                     |                                      |
| Zevenkamp            |                                                                                                  | Linda Züblin                         |
| 4x100m               | Pascal Mancini Aron Beyene Marc Schneeberger Reto Amaru Schenkel Alex Wilson Rolf Malcolm Fongué |                                      |

## Resultaten

### 100m horden
- Lisa Urech
  - Reeksen: 7de in 13,03 (Q)
  - Halve finale: 7de met 12,95 (q)
  - Finale: 8ste met 13,02
- Clélia Reuse
  - Reeksen: 26ste in 13,73 (NQ)

### 200m mannen
- Marc Schneeberger
  - Reeksen: 11de in 20,80 (q)
  - Halve finale: 12de in 20,82 (NQ)
- Alex Wilson
  - Reeksen: 29ste in 21,40 (NQ)

### 400m horden mannen
- Fausto Santini
  - Reeksen: 51,43 (NQ)

### 5000m mannen
- Philipp Bandi
  - Reeksen: 21ste in 13.58,11 (NQ)

### 10000m

#### Mannen
- Christian Belz: 6de in 28:54.01 (SB)

#### Vrouwen
- Martina Strähl: 11de in 33.37,89

### 4x100m

#### Mannen
- Reeksen: 5de in 39,22 (Q)
- Finale: 4de in 38,69

### Verspringen vrouwen
- Irène Pusterla
  - Kwalificatie: 6,62m (NQ)

### Hink-stap-springen mannen
- Alexander Martínez
  - Kwalificatie: 15,55m (NQ)

### Hoogspringen vrouwen
- Beatrice Lundmark
  - Kwalificatie: 1,92m (PB) (Q)
  - Finale: 10de met 1,89m

### Polsstokhoogspringen vrouwen
- Anna Katharina Schmid
  - Finale: geen geldige sprong

### Marathon

#### Mannen
- Viktor Röthlin:  in 2:15.31

#### Vrouwen
- Patricia Morceli: opgave
- Maja Neuenschwander: 27ste in 2:45.17

### Zevenkamp
- Linda Züblin
  - 100m horden: 13,92 (990ptn)
  - Hoogspringen: 1,62m (SB) (759ptn)
  - Kogelstoten: 13,05m (731ptn)
  - 200m: 25,06 (881ptn)
  - Verspringen: 5,99m (SB) (946ptn)
  - Speerwerpen: 49,36m (848ptn)
  - 800m: 2.17,54 (857ptn)
  - Eindklassement: 16de met 5912ptn

### Tienkamp
- Simon Walter
  - 100m: 11,25 (806ptn)
  - Verspringen: 7,05m (826ptn)
  - Kogelstoten: 12,99m (667ptn)
  - Hoogspringen: 2,01m (PB) (813ptn)
  - 400m: 49,19 (852ptn)
  - 110m horden: 15,27 (817ptn)
  - Discuswerpen: 39,86m (662ptn)
  - Polsstokhoogspringen: niet gestart

Albanië · Andorra · Armenië · Azerbeidzjan · België · Bosnië en Herzegovina · Bulgarije · Cyprus · Denemarken · Duitsland · Estland · Finland · Frankrijk · Georgië · Gibraltar · Griekenland · Groot-Brittannië · Hongarije · Ierland · IJsland · Israël · Italië · Kroatië · Letland · Liechtenstein · Litouwen · Luxemburg · Macedonië · Malta · Moldavië · Monaco · Montenegro · Nederland · Noorwegen · Oekraïne · Oostenrijk · Polen · Portugal · Roemenië · Rusland · San Marino · Servië · Slovenië · Slowakije · Spanje · Tsjechië · Turkije · Wit-Rusland · Zweden · Zwitserland